# 郑苏薇
郑苏薇（1952年—），香港慈善家，现任香港慈善总会主席及香港仁济医院顾问局委员，曾任仁济医院主席、第九屆全國政協委员（社會福利界）。她是中国民歌歌唱家郭兰英的学生，曾在英國修讀聲樂，常在慈善晚會上唱歌籌款，有「慈善歌后之稱」。
郑苏薇祖籍广东潮州府潮阳县（现广东省汕头市潮南区），生于上海，母亲為北京满族人，1970年代迁居香港與部分居住在香港的家族长辈和兄弟团圆。1980年代嫁給珠寶商人鄭家麟，在君悅酒店開設珠寶店，主力在內地經營地產及貿易生意。
2002年，郑苏薇獲授香港特别行政区荣誉勋章。
郑苏薇在其出生和年少成长地上海开设了一家珠宝店，該店位于上海的曼克顿广场。